# Anisothecium nicholsii
Anisothecium nicholsii là một loài Rêu trong họ Dicranaceae. Loài này được (R.S. Williams) Broth. mô tả khoa học đầu tiên năm 1924.